# Max von Velsen
Max Hugo von Velsen (* 31. Januar 1854 in Rheydt; † 2. November 1935 in Bocholt) war ein deutscher Unternehmer in der Textilindustrie.

## Familie
Sein Vater war Carl Theodor von Velsen (1821–1881), 1857–1877 Bürgermeister der niederrheinischen Stadt Rheydt. Er heiratete am 20. September 1883 in Bocholt Maria Josephe geb. Urbach.

## Werdegang
Nach seinem Militärdienst als Einjährig-Freiwilliger kam er in jungen Jahren nach Bocholt und arbeitete hier ab 1879 als Direktor der Spinnerei Ludwig Schwartz. Zehn Jahre später gründete er im Westen der Stadt seine eigene Baumwollspinnerei von Velsen & Cie. mit (1910) rund 25.000 Spindeln und etwa 260 Beschäftigten.
Neben seinem Beruf engagierte sich Max von Velsen ehrenamtlich auf politischem und industriellem Gebiet sowie unablässig und wegweisend im Bereich der öffentlichen Wohlfahrt. Er hatte 1891 maßgeblichen Anteil an der Gründung und weiteren Entwicklung der Bocholter Freiwilligen Sanitätskolonne, einem Vorläufer der DRK-Ortsgruppe, deren Vorsitzender er von 1903 bis 1927 war. 1907 wurde Max von Velsen erster Branddirektor der neu gegründeten Bocholter Freiwilligen Feuerwehr, eine Stellung, die er bis 1926 innehatte. Von 1892 bis 1919 gehörte er der Stadtverordnetenversammlung der Stadt Bocholt an. Die Funktion eines Stadtrats war von 1917 bis 1920 sein letztes politisches Amt für seine Stadt.
Ab 1901 Kreistagsabgeordneter, Mitglied des Bezirkseisenbahnrats für Hannover und Münster, der Handelskammer Wesel, des Ergänzungssteuer-Schätzungsausschusses und der Steuergesellschaft der Gewerbesteuerklasse I, ferner seit 1902 Vorsitzender des Kreis-Kriegerverbands, Vorsitzender der Ortsgruppe Bocholt des Deutschen Flottenvereins, Vorstandsmitglied des Vereins vom Roten Kreuz, Delegierter der Rheinisch-Westfälischen Textil-Berufsgenossenschaft sowie 1898 Mitbegründer und Vorstandsmitglied des gemeinnützigen Bocholter Bauvereins.

## Ehrungen
Im Jahr 1898 verlieh ihm der preußische König den Kronenorden IV. Klasse und 1910 den Ehrentitel Kommerzienrat. Aus Anlass der 700-Jahr-Feier der Stadt Bocholt verlieh die Stadtverordnetenversammlung Max von Velsen schließlich am 17. Juni 1922 die Ehrenbürgerwürde der Stadt.